# 月球 X

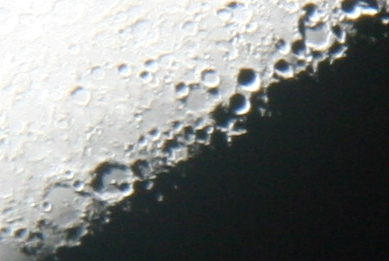
出现于2012年1月30日的「月球 X」闪光

月球 X（也称为维尔纳 X）是形成于陨石坑明暗交界处的一种亮度对比反差效应。在比安基奴斯环形山、拉卡耶环形山和普尔巴赫环形山的坑壁上都出现过这种「X」形闪光。 
「月球 X」的视觉现象仅出现在上弦月前的数小时，约接近月球昼夜线附近。与"X"类似的是出现在乌克特陨石坑及其它几座小撞击坑上的「月球 V」视觉现象。